# Cercopithecinae
Cercopithecinae é uma subfamília dos macacos do velho mundo, que inclui 71 espécies como os babuínos. A maioria dos macacos dessa subfamília encontra-se limitada a África sub-saariana, embora também se encontre espécies desde das partes mais a leste da Ásia passando pelo norte da África e chegando até a Gibraltar.
As várias espécies são adaptadas a diferentes terrenos que habitam. As espécies arbóreas têm corpo fino, delicado e têm uma cauda longa, enquanto que as terrestres são mais troncudas. Quanto às caudas, quando as possuem é uma cauda menor que as espécies arbóreas. Todas as espécies tem dedões bem desenvolvidos. Ao contrário da outra subfamília de macacos do velho mundo, a Colobinae, possuem bochechas.
Esses macacos são diúrnos e vivem em grupos. Vivem em todos os tipos de terreno e clima, desde montanhas frias a florestas tropicais, savanas, áreas rochosas ou até montanhas nevadas, como os Macaca fuscata (macaco-japonês) do Japão.
A maioria das espécies é onívora com dietas variando entre frutas, folhas, sementes, botões (flores), cogumelos, insetos, aranhas e pequenos vertebrados.
A gestação dura aproximadamente de seis a sete meses. Os macacos dessa subfamília são considerados jovens de 3 a 12 meses e atingem a maturidade completa entre os 3 e 5 anos. A expectativa de vida de algumas espécies pode chegar aos 50 anos.

## Classificação
- Macaca
  - Macaca sylvanus (macaco-de-gibraltar)
  - Macaca nemestrina
  - Macaca assamensis
  - Macaca mulatta (macaco-rhesus ou reso)
  - Macaca cyclopis
  - Macaca radiata
  - Macaca sinica
  - Macaca fascicularis
  - Macaca arctoides
  - Macaca thibetana
  - Macaca fuscata (macaco-japonês)
  - Macaca nigra
- Theropithecus
  - Theropithecus gelada
- Papio (babuínos)
  - Papio hamadryas (babuíno sagrado)
  - Papio cynocephalus
  - Papio ursinus
  - Papio anubis
  - Papio papio
- Mandrillus
  - Mandrillus sphinx (mandril)
  - Mandrillus leucophaeus (dril)
- Cercocebus
  - Cercocebus torquatus
  - Cercocebus galeritus
  - Cercocebus atys
  - Cercocebus agilis
  - Cercocebus chrysogaster
  - Cercocebus albigena
  - Cercocebus aterrimus
- Allenopithecus
  - Allenopithecus nigroviridis
- Miopithecus
  - Miopithecus talapoin
- Cercopithecus
  - Cercopithecus hamlyni
  - Cercopithecus neglectus
  - Cercopithecus lhoesti
  - Cercopithecus mitis
  - Cercopithecus albogularis
  - Cercopithecus nictitans
  - Cercopithecus diana
  - Cercopithecus dryas
  - Cercopithecus aethiops
  - Cercopithecus petaurista
  - Cercopithecus erythrogaster
  - Cercopithecus erythrotis
  - Cercopithecus ascanius
  - Cercopithecus cephus
  - Cercopithecus campbelli
  - Cercopithecus mona
  - Cercopithecus denti
  - Cercopithecus wolfi
  - Cercopithecus pogonias
- Erythrocebus
  - Erythrocebus patas